# جيوفري كيلي
جيوفري كيلي هو كاتب أغاني كندي، ولد في 23 أكتوبر 1956 في دامفريس ‏ في المملكة المتحدة.

## وصلات خارجية
- جيوفري كيلي على موقع ميوزك برينز (الإنجليزية)
- جيوفري كيلي على موقع ديسكوغز (الإنجليزية)